# Гавайський долар

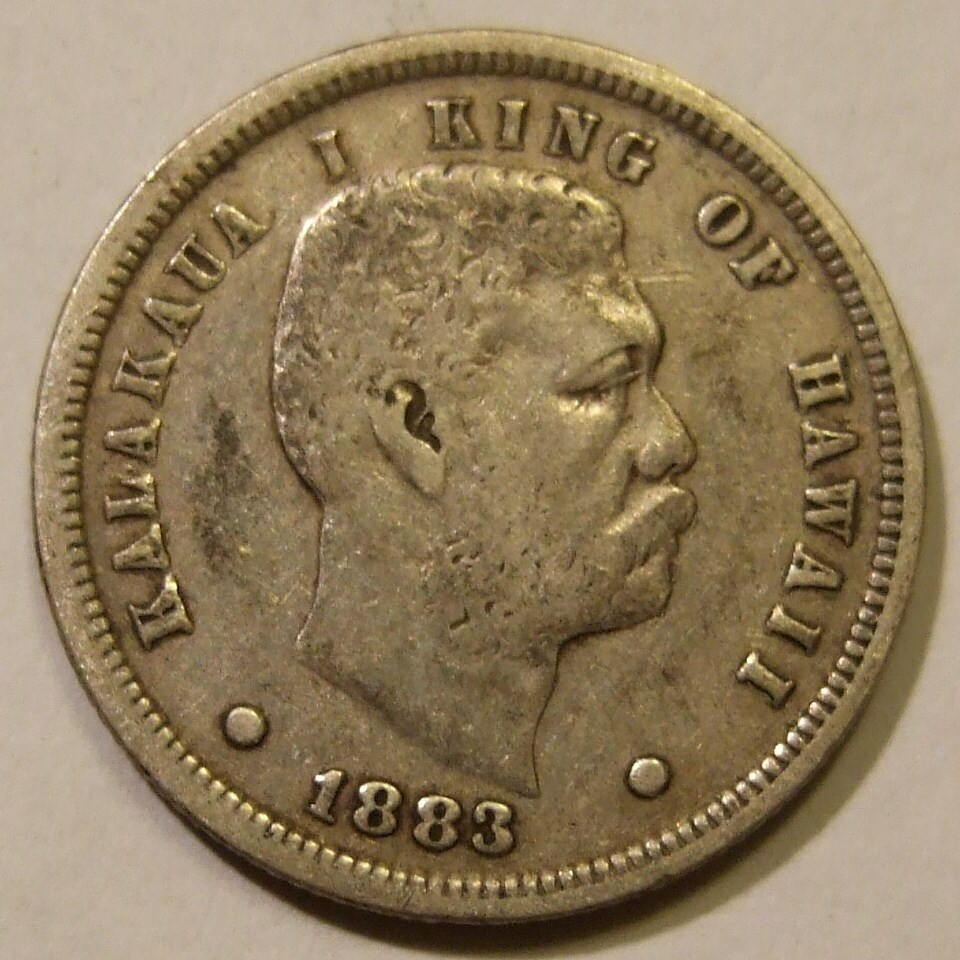
10 центів. Монета Гавайського королівства

Долар або дала — грошова одиниця Гавайського королівства і республіки Гаваї з 1847 по 1898 роки. Вона дорівнювала одному долару США, і ділилася на 100 центів або кенету. Було лише кілька випусків, які були в обороті поряд з валютою США.

## Грошові знаки

### Монети
Перші монети були викарбувані на Гаваях в 1847 році — це були мідні центи з портретом короля Камеамеа III. Монети не користувалися популярністю через те, що портрет був поганої якості.
У 1883 році були викарбувані срібні монети номіналами в 10 центів (umi keneta), чверть долара (hapaha), півдолара (hapalua) і один долар (akahi dala). Переважна більшість монет було викарбувано за зразком відповідних монет США, на монетному дворі Сан-Франциско, а по 26 монет кожного номіналу для представницьких цілей — на монетному дворі Філадельфії.
Гавайські монети продовжували перебувати в обігу ще деякий час після анексії Гаваїв Сполученими Штатами в 1898 році. У 1903 році гавайські монети Актом Конгресу були виведені з обігу, і більшість їх пішло на переплавку.

### Банкноти
У 1879 році Департамент фінансів випустив перші гавайські паперові гроші, які були сертифікатами депозитів срібних монет, номіналом в 10, 20, 50 і 100 доларів. Однак вони були випущені в невеликих кількостях, і переважна більшість перебували в обігу паперових грошей становили долари США. З 1884 року як єдиний легальний представник сум, що перевищують 10 доларів, стали золоті монети США.
У 1895 році новостворена Республіка Гаваї випустила як золоті, так і срібні сертифікати номіналами в 5, 10, 20, 50 і 100 доларів. Це були останні гавайські банкноти, і сьогодні вони є дуже рідкісними.